# اس‌ام یوبی-۲۱
اس‌ام یوبی-۲۱ (به انگلیسی: SM UB-21) یک زیردریایی بود. این زیردریایی در سال ۱۹۱۵ ساخته شد.